# Jean-Baptiste Janson
Jean-Baptiste-Aimé-Joseph Janson (* 9. März 1742 in Valenciennes; † 2. September 1803 in Paris) war ein französischer Cellist und Komponist der Klassik.

## Leben
Jean-Baptiste Janson war ein Schüler von Martin Berteau. Seine ersten Auftritte beim Concert spirituel waren am 23., 25. und 29. März 1755, als er 13 Jahre alt war. Mit 22 Jahren erhielt er eine Anstellung in der Privatkapelle des Prinzen Conti. In den Jahren 1766 bis 1771 unternahm er als Begleiter des Karl Wilhelm von Braunschweig mehrere Kunstreisen, unter anderem nach Italien. In dieser Zeit konnte Janson seine Spieltechnik erheblich verbessern. 1783 bereiste er Deutschland, wo er in Hamburg auftrat. Von dort aus reiste er weiter nach Dänemark, Schweden und Polen. 1787 war er wieder in Paris und wurde ein Jahr später Surintendant de la musique de Monsieur, dem späteren König Ludwig XVIII. Im September 1795 wurde er zum ersten Celloprofessor des Pariser Konservatoriums berufen; infolge einer Reorganisation aber 1802 nicht mehr angestellt.
Janson gehörte mit seinem Lehrer Martin Berteau, den Brüdern Jean-Pierre und Jean-Louis Duport zu den bedeutenden französischen Cellisten der Klassik.
Sein jüngerer Bruder Louis-Auguste-Joseph Janson (1749–1815) war ebenfalls ein bekannter Cellist, der eigene Kompositionen hinterließ.

## Werke (Auswahl)
- Six Sonates à violoncelle et basse Op. 1 (Paris, Eigenverlag, 1765)
- Six Sonates à violoncelle et basse Op. 2 (Paris, La Chevadière, 1768)
- Trois Concertos à violoncelle et basse (Op. 3)
- Six Sonates pour le violoncelle et la basse Op. 4 (1774)
- Six Trios pour 2 violons et violoncelle obligé Op. 5 (1777)
- Six Concertos pour le violoncelle à grand orchestre Op. 6 (1780)
- Six Quatuors concertans pour 2 violons, alto et violoncelle Op. 7
- Trois Quatuors concertans pour 2 violons, alto et violoncelle Op. 8 (1784)
- Trois Symphonies à grand orchestre (Paris, Leduc, 1785)
- Messe Solenelle d'action de grâce (1789)
- Te Deum (1789)
- Six Nouveaux Concertos à grand orchestre pour le violoncelle Op. 15 (1799)